# Dummerston
Dummerston és una població dels Estats Units a l'estat de Vermont. Segons el cens del 2000 tenia 1.915 habitants.

## Demografia
Segons el cens del 2000, Dummerston tenia 1.915 habitants, 796 habitatges, i 543 famílies. La densitat de població era de 24,2 habitants per km².
Dels 796 habitatges en un 31,8% hi vivien nens de menys de 18 anys, en un 58% hi vivien parelles casades, en un 6,8% dones solteres, i en un 31,7% no eren unitats familiars. En el 25,4% dels habitatges hi vivien persones soles el 6,9% de les quals corresponia a persones de 65 anys o més que vivien soles. El nombre mitjà de persones vivint en cada habitatge era de 2,41 i el nombre mitjà de persones que vivien en cada família era de 2,89.
Per edats la població es repartia de la següent manera: un 23,1% tenia menys de 18 anys, un 5,1% entre 18 i 24, un 26,8% entre 25 i 44, un 31,1% de 45 a 60 i un 13,9% 65 anys o més.
L'edat mediana era de 42 anys. Per cada 100 dones de 18 o més anys hi havia 97,1 homes.
La renda mediana per habitatge era de 46.121 $ i la renda mediana per família de 53.375 $. Els homes tenien una renda mediana de 35.664 $ mentre que les dones 26.174 $. La renda per capita de la població era de 23.742 $. Entorn de l'1,1% de les famílies i el 2,4% de la població estaven per davall del llindar de pobresa.